# نادي أودريهيو سكويسك لكرة اليد
نادي أودريهيو سكويسك لكرة اليد هو نادي كرة يد في رومانيا تأسس في سنة 2005. يلعب في الدوري الروماني لكرة اليد. تبلغ سعة ملعبه 1300 متفرجا.